# Christoph König (Eishockeyspieler)
Christoph König (* 26. März 1979 in Klagenfurt am Wörthersee) ist ein österreichischer Eishockeyspieler. Er ist der Sohn von KAC-Legende Rudolf König.

## Karriere
Christoph König begann seine Karriere als Eishockeyspieler in seiner Heimatstadt in der Nachwuchsabteilung des EC KAC, für dessen Profimannschaft er von 1995 bis 2001 in der Österreichischen Bundesliga aktiv war. Mit der Mannschaft gewann er in den Spielzeiten 1999/2000 und 2000/01 jeweils den nationalen Meistertitel. Von 2001 bis 2005 spielte der Flügelspieler für den Hauptstadtklub Vienna Capitals, mit denen er in der Saison 2004/05 ebenfalls Meister wurde. In der Saison 2005/06 stand der ehemalige Nationalspieler noch einmal für den EC KAC in der ÖEHL sowie den EK Zell am See aus der zweitklassigen Nationalliga auf dem Eis. Zuletzt spielte er in der Saison 2007 für die Central Coast Rhinos aus der Australian Ice Hockey League. Anschließend beendete er seine Karriere. 

### International
Für Österreich nahm König an den A-Weltmeisterschaften 1999 und 2002 teil. 

## Erfolge und Auszeichnungen
- 2000 Österreichischer Meister mit dem EC KAC
- 2001 Österreichischer Meister mit dem EC KAC
- 2005 Österreichischer Meister mit den Vienna Capitals